# Stella, l'amie de Maimie
Pour les articles homonymes, voir Stella.
Stella, l’amie de Maimie ou simplement Stella est un organisme montréalais à but non lucratif qui lutte pour l'obtention de droits humains et l'amélioration des conditions de vie et de travail des travailleuses du sexe.

## Histoire
À l'origine, ce sont des filles connaissant le métier qui ont créé l'organisme avec l'aide de travailleuses sociales. L'organisme lutte entre autres contre la violence faite aux femmes.

## Appui
L'organisme est membre de l'Alliance canadienne pour la réforme des lois sur le travail du sexe. Avec les 22 autres groupes de l’Alliance, Stella a lancé en 2021 une contestation constitutionnelle de certaines infractions criminelles.

## Nom
Le nom de l’organisme est choisi en l’honneur de deux femmes. Stella Philipps était une protégée de Maimie Pinzer, une ancienne travailleuse du sexe qui a fondé la Montreal Mission for Friendless Girls en 1915 pour aider les travailleuses du sexe juives et protestantes.